# Sabellaria intoshi
Sabellaria intoshi är en ringmaskart som beskrevs av Fauvel 1914. Sabellaria intoshi ingår i släktet Sabellaria och familjen Sabellariidae.
Artens utbredningsområde är Moçambique. Inga underarter finns listade i Catalogue of Life.